# دهستان فشارود
دهستان فشارود، دهستانی در بخش مرکزی شهرستان بیرجند است. مرکز این دهستان روستای کندر است

## جمعیت
جمعیت این دهستان، بر اساس سرشماری سال ۱۳۸۵، بالغ بر ۲۷۲۷ نفر می‌باشد.